# تشينغ شيه
تشينغ شيه (بالصينية: 鄭氏) هي قرصانة صينية عاشت ما بين القرنين الثامن عشر والتاسع عشر ولدت في سنة 1775 وعاصرت حكم الإمبراطور جياتشينغ. عرفت بلقب ملكة القراصنة وبالقرصانة الأقوى في التاريخ. وقد كان لديها أسطول مكون من القراصنة وصل ل40 ألف قرصان من رجال ونساء وحتى أطفال. بدأت حياتها في بيوت الدعارة في هونغ كونغ وهناك تعرفت على قرصان اسمه شيه هيانغ كو أعجبت به وأخذها معه إلى القرصنة، عرض عليها الزواج لاحقاً لكنها اشترطت في المقابل أن تشاركه في 50% من سلطته وثروته فوافق. أنجبت تشينغ منه ولدين وخلال فترة قصيرة تمكنا من السيطرة على بحر الصين الجنوبي وأجبروا كل القراصنة على الخضوع لهم، في سنة 1807 توفي زوجها في فيتنام لتصبح هي القائدة الوحيدة للأسطول. ولأجل عدم تفكك أسطولها قررت الزواج من ابن زوجها بالتبني تشونغ بو تساي في سنة 1810 فأنجبت منه ابن وبنت. شكلت ثروة كبيرة عن طريق مهاجمة المدن الساحلية الصينية وأصبحت تشكل خطر للامبراطورية الصينية. أغارت أيضاً على السفن البريطانية والبرتغالية. فرضت قوانين عرفية على قراصنتها اقتضت بتوزيع كل الغنائم بالتساوي بين كل الأسطول، ومعاملة الأسرى بشكل جيد وعدم السماح باغتصاب أي من الأسيرات مع السماح باتخاذهن زوجات وعشيقات بموافقتهن. أسست عدة مستعمرات في السواحل وأمرت مدن ساحلية أخرى بدفع الجزية لها، وفي حال عدم دفع الجزية لها كانت تقوم بغزو القرية وقتل رجالها وبيع نسائها وأطفالها للعبودية. حاولت الحكومة الصينية إيقافها سواء بالتحالف مع القراصنة الآخرين أو بأخذ مرتزقة من البريطانيين والبرتغاليين لكنها فشلت. بقيت حتى حرب الأفيون الأولى حيث قتلت في معركة ضد البريطانيين في سنة 1844 في ماكاو.